# Jjimjilbang

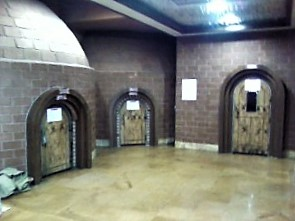

Un jjimjilbang (찜질방 en hangeul, prononciation : [t͈ɕimdʑilbaŋ]) est un bain public coréen. Il est le plus souvent équipé de saunas, de jacuzzi, de douches et de tables de massage. Les deux sexes y sont séparés, sauf dans les communs, où l'on peut souvent trouver un snack-bar, une salle de sport, un cybercafé, des pièces chauffées au sol pour s'allonger ou dormir... Leur particularité est d'être ouverts 24h sur 24, et de constituer un hébergement bon marché.